# Cleome iberica
Cleome iberica är en paradisblomsterväxtart som beskrevs av Dc.. Cleome iberica ingår i släktet paradisblomstersläktet, och familjen paradisblomsterväxter. Inga underarter finns listade i Catalogue of Life.